# Seymour (condado de Lafayette, Wisconsin)
Seymour es un pueblo ubicado en el condado de Lafayette en el estado estadounidense de Wisconsin. En el Censo de 2010 tenía una población de 446 habitantes y una densidad poblacional de 4,77 personas por km².

## Geografía
Seymour se encuentra ubicado en las coordenadas 42°39′14″N 90°14′59″O / 42.65389, -90.24972. Según la Oficina del Censo de los Estados Unidos, Seymour tiene una superficie total de 93.53 km², de la cual 93.53 km² corresponden a tierra firme y (0%) 0 km² es agua.

## Demografía
Según el censo de 2010, había 446 personas residiendo en Seymour. La densidad de población era de 4,77 hab./km². De los 446 habitantes, Seymour estaba compuesto por el 91.93% blancos, el 0% eran afroamericanos, el 0.67% eran amerindios, el 0% eran asiáticos, el 0% eran isleños del Pacífico, el 6.28% eran de otras razas y el 1.12% pertenecían a dos o más razas. Del total de la población el 9.87% eran hispanos o latinos de cualquier raza.